# Blair Drummond
Blair Drummond (auch Blairdrummond) ist eine kleine ländliche Gemeinde nahe Stirling in Schottland, überwiegend entlang der A84 gelegen.

## Beschreibung
Blair Drummond hat eine Grundschule (bekannt als Kincardine in Mentieth Primary School), eine Kirche (Church of Scotland) und eine Gemeindehalle, die 2005 erbaut wurde. Blair Drummond besitzt Schottlands einzigen Safaripark, den Blair Drummond Safari and Adventure Park und auch einen Campingplatz in dem alten ummauerten Garten Blair Drummond House. Ein erster Bewohner von Blairdrummond House war Aufklärungsdenker Henry Home Kames, dessen Frau das Haus 1766 erbte. Lord Kames begann die Umwandlung des Carse-Gebiets von Blair Drummond von einem oft verwässerten Moosland in ein landwirtschaftlich genutztes Gebiet, was ihm ein Einkommen von nahezu 2000 Pfund Sterling pro Jahr einbrachte.
Blair Drummond House wurde 1868–1872 von James Campbell Walker und danach abermals von James Bow Dunn, nach einem Feuer, 1921–1923 komplett wiedererrichtet und ist nun ein Heim für Erwachsene mit Lernschwierigkeiten, betreut von der Camphill-Bewegung.

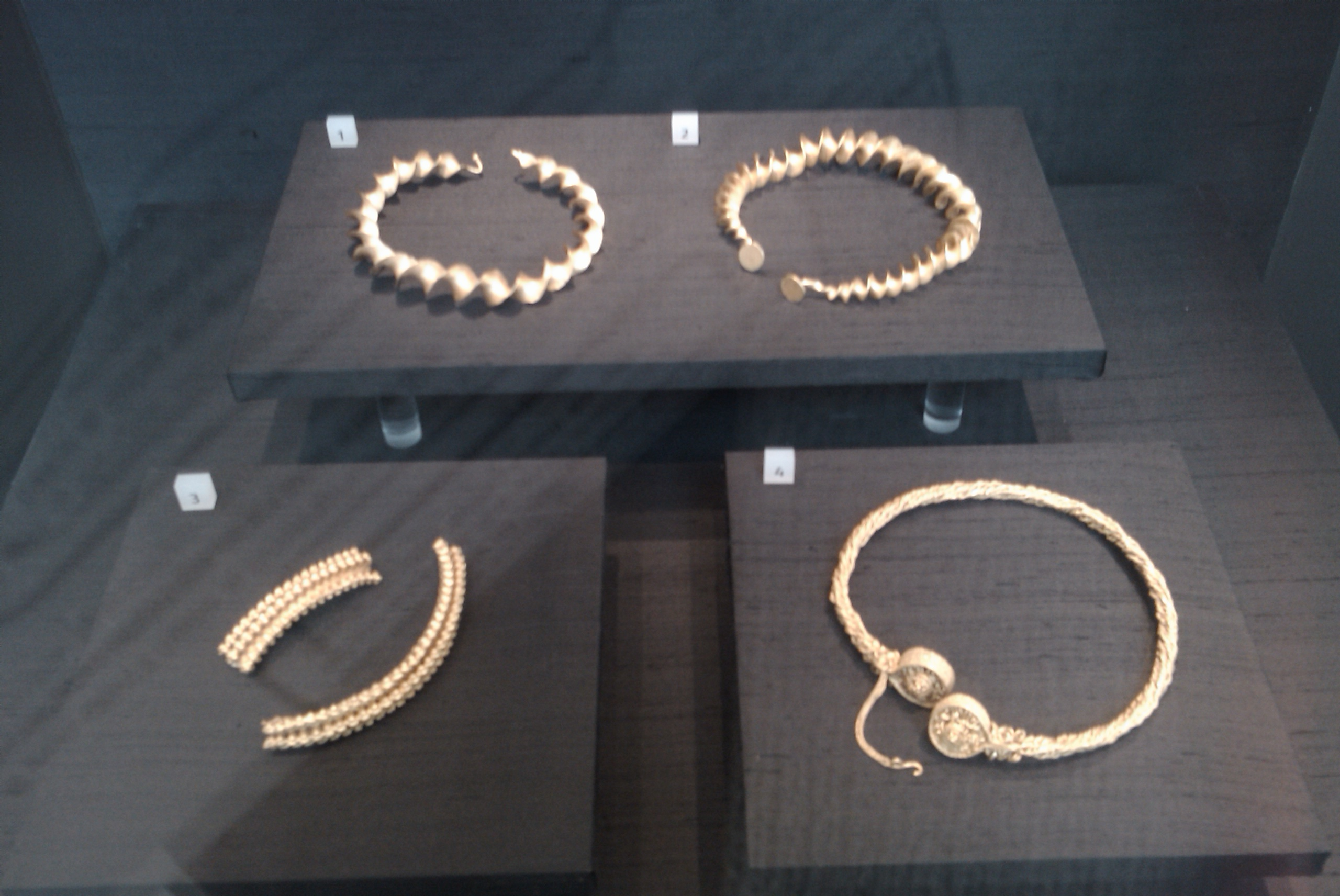
Vier Eisenzeit-Halsringe im September 2009 in Blair Drummond gefunden und nun im Museum of Scotland.

Viele Einwohner von Blair Drummond sind Landwirte, während andere nach Stirling, Edinburgh oder Glasgow pendeln. Blair Drummond liegt in der Council Area Stirling, obwohl es in der Vergangenheit zu Central Scotland und davor zu Perthshire gezählt wurde. Andere Kommunen, die an Blair Drummond grenzen, sind Gargunnock, Thornhill, Balfron und Doune. Ein Gemeinderat deckt Thornhill und Blair Drummond ab, und der Zensus von 2001 für den Gemeinderat von Thornhill und Blairdrummond machte eine Populationsangabe von 1109.

## Persönlichkeiten
- William Downie Stewart, Sr., neuseeländischer Politiker